# Le Jardin du Luxembourg (chanson)
Singles de Joe Dassin
Il était une fois nous deux
(1976) À toi
(1977)
Le Jardin du Luxembourg est une chanson de Joe Dassin. C'est la première piste de la face 1 de son album de 1976 Le Jardin du Luxembourg. La voix féminine est celle de Dominique Poulain.
La chanson est écrite spécialement pour Dassin par Vito Pallavicini et Toto Cutugno. Les paroles françaises ont été écrites par Claude Lemesle.

## Contexte
Selon le producteur Jacques Plait, c'est une « chanson - symphonie - comédie musicale à un personnage », son thème principal est « Encore un jour sans amour ».
La chanson sera par la suite enregistrée par Dassin en espagnol sous le titre En los jardines de mi ciudad.
La version en italien (par Vito Pallavicini et Toto Cutugno), intituée Quindici minuti di un uomo, a été interprétée par Albatros (un groupe fondé par Toto Cutugno).

## Liste des pistes
| 1. | Le Jardin du Luxembourg (1re partie) | 6:37 |
| 2. | Le Jardin du Luxembourg (2e partie)  | 5:23 |

## Reprises
- 2013: Hélène Ségara avec Joe Dassin sur l'album Et si tu n'existais pas[2]